# Duinrel (watergang)
Een duinrel is een kort, snelstromend beekje waarin kwelwater uit de duinen kan afstromen naar het lager gelegen land (vaak een polder). Karakteristiek voor een duinrel is dat er vrijwel het gehele jaar water over een zandige bodem stroomt en dat het water zoet, voedselarm en helder is.

## Ontstaan
Door infiltratie van regenwater in de duinen (waar meer water valt dan er wordt verdampt of door de planten wordt gebruikt), bevindt zich onder de duinen een grote en diepe bel met zoet grondwater die op het zoute grondwater drijft wat vanuit de zee in de ondergrond binnendringt en die naar beneden wegdrukt.
Langs de binnenduinrand stroomde dit water vroeger ondergronds en via beken weg naar het lager gelegen land. Sinds het intensieve gebruik door de landbouw zijn bijna alleen nog gegraven afwateringen over, de duinrellen. Een duinrel groef men soms tot een breedte van een meter.
Het water kwelt op in greppels, waarna het uitstroomt in de duinrellen om vervolgens uit te monden in de poldersloten.
In de buurt van de plekken waar het water uit de grond komt, bevriest het 's winters bijna nooit, doordat het stroomt en een constante temperatuur heeft van ongeveer 10 °C.
Soms stromen een of meer duinrellen samen uit in een duinbeek. De meeste duinbeken zijn verdwenen, maar op landgoed Beeckestijn in Velsen is er één hersteld.
Doordat de Schoorlse duinen een grote breedte hebben (de grootste van Nederland), leveren ze veel kwelwater, dat in de binnenduinrand en in Groeterpolder aan de oppervlakte komt. Nergens zijn meer duinrellen te vinden dan bij Groet en Schoorl. In Oostvoorne in Natuurgebied "Groene Strand" bij het Oostvoornse Meer is een duinrel die vroeger juist afwaterde naar de zee.

## Teloorgang en herstel
Door het afgraven van de oude duinen en de drinkwaterwinning zijn de meeste duinrellen verdwenen. In duinen waar geen drinkwater wordt gewonnen zoals in Voornes Duin of op Schiermonnikoog, bleven de duinrellen voor een groot deel intact. Op verschillende plaatsen, zoals op Texel en in de Amsterdamse Waterleidingduinen heeft men weer duinrellen uitgegraven.
De nota Integraal Waterbeheer Duinrelstelsels van de Provincie Noord-Holland beschrijft de noodzaak en de mogelijkheid om tot behoud, herstel en ontwikkeling van duinrelstelsels te komen.

## Flora
Een duinrel is erg schoon en bevat heel weinig voedingsstoffen doordat het zand van de duinen als een filter werkt. Er komen speciale planten en dieren in duinrellen voor, die zijn aangepast aan voedselarme omstandigheden. Kenmerkend voor de duinrellen zijn de zeldzame planten die in een bronmilieu thuishoren.

## Enkele duinrellen
Duinrellen komen voor langs de hele Noordzeekust van Noord- en Zuid-Holland. Hieronder staan er enkele genoemd, opgesomd van Noord naar Zuid.
- Texel: duinrel Alloo (vlak bij Ecomare) [2]
- Sint Maartenszee: duinrel die natuurgebied "Het Wildrijk" via een Tonmolen van water voorziet. Beelden zijn te zien in deze aflevering van "Natuurlijk Noord-Holland".[3]
- Hargen: "Het Hargergat" een voormalige zandafgraving aan de rand van de duinen; het gebied is in 2013 door Staatbosbeheer opgeknapt.[4][5]
- Egmond-Binnen: twee duinrellen ten westen van de Herenweg
- Oostvoorne: Groene Strand.[6]
- Haagse Beek